# ソーシャルサポート
ソーシャルサポート（英語: Social support）とは、周囲の人々から与えられる物質的・心理的支援の総称である。人間は不快な出来事があるとストレスを受けるが、ソーシャルサポートは間接的にストレス反応を低減させる効果がある。

## 概要
孤独は人に無力感や分離感、孤独から目をそらすための自己的な抑圧など、様々なストレスを与える。また、アルコール依存やギャンブルにのめり込むなどの社会規範からの逸脱と、それに伴う罪悪感に苦しむという悪循環に陥る場合もある。孤独によるストレスが身体に与える影響には個人差があるが、アメリカでの調査では人間関係の多寡と死亡率には有意な相関関係があることが報告されている。
ソーシャルサポートとは、社会生活を営む個々人が普段は認識する事なく構築している人間関係そのものである。しかし、養護の対象となる子供や老人、心の病を持った患者など、自力で人間関係を構築することが難しい人々には、集団の中での所属感や自己の存在価値・自己効力感を持てるように周囲から積極的に支援する必要がある。
ソーシャルサポートは、援助の対象となる個人との関係の緊密さによって、個人的な悩みを吐き出せる人々、自分を助ける義理のある人々、人を助ける事を生業とする人々といった距離感で多層的に構築される。これらの自分を理解しくれている人々の存在によって、実際に援助行動をする・しないに関わらず、「いざという時には助けてくれる人がいる」という安心感や実感を与えられる。

## 統計
国際連合の世界幸福度報告においては、世界各国のソーシャルサポートの評価を行っている。